# فارس الظلام (موسيقى تصويرية)
فارس الظلام: الموسيقى التصويرية الأصلي للفيلم (The Dark Knight: Original Motion Picture Soundtrack) هي ألبوم الموسيقى التصويرية الخاص بفيلم فارس الظلام (2008). تم إصدار ألبوم الموسيقى التصويرية يوم 15 يوليو، 2008، بثلاث نسخ: قرص مضغوط وقرص مضغوط نسخة محدودة وتحميل رقمي. النسخة الخاصة ذات القرصين صدرت في 9 ديسمبر، 2008، مع دي في دي الفيلم. لحن الموسيقى كل من هانز زيمر و‌جيمس نيوتن هاوارد، وتم تسجيله في أبريل 2008.
فاز الألبوم بجائزة الغرامي لأحسن موسيقى تصويرية لفيلم.

## قائمة المحتويات
القرص الأول
| الرقم | العنوان                        | المدة | المشاهد الرئيسية |
| ----- | ------------------------------ | ----- | --- |
| 1     | "لماذا كل هذه الجدية؟"         | 9:14  | تلعب الأغنية كلما ظهر الجوكر. وهي معنونة من قول الجوكر لغامبول "لماذا كل هذه الجدية؟". |
| 2     | "لست بطلا"                     | 6:34  | تلعب الأغنية تماما بعد عملية السطو على البنك (حين يجري مايك إينغل مقابلة مع العمدة)، وحين تحط الطائرة على الماء لتحمل بروس على متنها، وعندما يكون باتمان في هونغ كونغ مستعيدا لاو. تعدل الأغنية بشكل طفيف حين يحاول السيد ريز ابتزاز لوسيوس فوكس. الأغنية معنونة من قول باتمان "لأنني لست بطلا. ليس مثل دينت." وتلعب أيضا في عدة مقاطع طوال الفيلم.      |
| 3     | "هارفي ذو الوجهين"             | 6:16  | أغنية هارفي دينت وذي الوجهين. الأغنية معنونة من قول غوردون للقب هارفي وهو "هارفي ذو الوجهين". |
| 4     | "توسع عدواني"                  | 4:35  | يلعب الجزء الأول من الأغنية في نهاية الفيلم لقطة هروب باتمان على متن الباتبود، والجزء الأوسط أثناء اجتماع فوكس بلاو في هونغ كونغ، والجزء الأخير حين يقتل الجوكر المفوض لوب والقاضية سوريلو ويأتي وراء هارفي دينت في الحفلة قائلا "لقد نجحنا!". الأغنية معنونة من قول الجوكر "هناك احتمال كبير لتوسع عدواني".                                             |
| 5     | "دائما خدعة"                   | 1:39  | تلعب البداية حين يطلق الجوكر النار على السيارات طالبا من باتمان أن يصيبه. الأغنية ليست معنونة من الفيلم، لكن يمكن أن توضع أثناء لقطة مناقشة باتمان وغوردون حول موقف عبارات الجوكر. يصيح غوردون لباتمان في السيناريو "إذًا سيفجرهما كلاهما! ليس هناك وقت- يجب أن ندخل الآن-" وبجيبه باتمان "هناك دائما خدعة معه" قبل الاستعداد لإنقاذ الرهائن من المستشفى. |
| 6     | "دم على يديّ"                   | 2:16  | تلعب الأغنية أثناء أول مشهد لهارفي دينت وغوردون معا. الأغنية معنونة من قول بروس "...ربما، لكن لدي دم كاف على يديّ". |
| 7     | "دفعة صغيرة"                   | 2:42  | تلعب الأغنية عندما يهدد هارفي قاطع طريق بعملته ومسدسه.الأغنية معنونة من قول الجوكر "... كل ما يتطلبه الأمر هو دفعة صغيرة". |
| 8     | "ككلب يلاحق سيارات"            | 5:02  | تلعب عندما ينسق المفوض غوردون اقتحام مبنى الجوكر لكن يقاطعه باتمان متزحلقا نحو المبنى. كان من المفترض أن يستعمل معظم هذه الأغنية في مشهد مطاردة السيارة المدرعة، لكن في اللحظة الأخيرة أزالها المخرج كريستوفر نولان، جاعلا الأغنية غير مستخدمة. هذه الأخيرة معنونة من قول الجوكر لهارفي دينت "أنا ككلب يلاحق سيارات" بعد مشهد المستشفى.                  |
| 9     | "أنا هو باتمان"                | 1:59  | تلعب حين يخبر آلفرد بروس قصة من الوقت الذي قضاه في بورما. الأغنية معنونة من قول هارفي أنه باتمان، بعد مشهد المؤتمر الصحفي. |
| 10    | "وأنا الذي ظننت أن نكاتي سيئة" | 2:28  | تلعب الأغنية حين يقود بروس للتأكد من عدم قتل السيد ريز. الأغنية معنونة من قول الجوكر "وأنا الذي ظننت أن نكاتي سيئة" حين يظهر لرجال العصابة. |
| 11    | "وكيل الفوضى"                  | 6:55  | تلعب الأغنية حين يذهب باتمان لإنقاذ رايتشل بعد استجواب الجوكر، وحين يهرب هذا الأخير، وفي وفاة رايتشل وتشويه وجه هارفي، وعند أعقاب ذلك. الأغنية معنونة من قول الجوكر "أنا وكيل الفوضى" خلال مشهد المستشفى. |
| 12    | "تقديم قليل من الفوضى"         | 3:42  | تبدأ الأغنية حين يدرك باتمان أن الجوكر ألبس الرهائن لباس أنصاره "البهلوانيين"، وتنتهي حين يدفع الجوكر باتمان عبر شبكة. الأغنية معنونة من قول في مشهد المستشفى. |
| 13    | "مشاهدة العالم يحترق"          | 3:47  | تلعب الأغنية حين يمسك هارفي دينت / ذو الوجهين تحت تهديد السلاح، وتنتهي حين يدفع باتمان دينت. الأغنية معنونة من قول آلفرد واصفا الجوكر "بعض الرجال يريدون فقط مشاهدة العالم يحترق". |
| 14    | "فارس ظلام"                    | 16:14 | تلعب الأغنية في مجموعة من أجزاء مشهد العبارات (بالأخص، لحظة عد الجوكر التنازلي لمنتصف الليل - "و... ها... نحن... ننطلق!")، وخلال مجيء فوكس لهونغ كونغ، وفي المشهد النهائي، وفي الشارة. الأغنية معنونة من حديث غوردون الفردي الأخير الذي يصف فيه باتمان أنه "وصي صامت، وحارس يقظ، وفارس ظلام".                                                            |

القرص الثاني - (قرص إضافي في النسخة الخاصة)
| الرقم | العنوان                         | المدة | المشاهد الرئيسية |
| ----- | ------------------------------- | ----- | --- |
| 1     | "سرقة البنك (مقدمة)"            | 5:24  | |
| 2     | "حذار أيها المشتري"             | 2:56  | تلعب الأغنية حين يوقف باتمان الاجتماع بين الشيشاني والفزاعة. الأغنية معنونة من قول للفزاعة مجيبا به الشيشاني، الذي يصرخ عليه بشأن ذيفانه خلال اجتماعهما. |
| 3     | "في منتصف الطريق إلى هونغ كونغ" | 3:43  | تلعب الأغنية خلال المشهد الأول في الكهف الجديد، وخلال محاكمة سال ماروني. الأغنية معنونة من قول لهارفي حين يفر لاو. |
| 4     | "رجال لائقون في زمن غير لائق"   | 2:51  | تلعب الأغنية عندما يرجع غوردون لمنزله، وحين يعذب باتمان سال ماروني، وعندما يهدد دينت توماس شيف (قبل "دفعة صغيرة")، وأيضا في العناوين الافتتاحية. الأغنية معنونة من قول ذي الوجهين عندما يواجهه باتمان "ظننتَ أنه بإمكاننا أن نكون رجالا لائقين في زمن غير لائق!".                     |
| 5     | "سوف تحبني"                     | 4:51  | تلعب الأغنية أثناء حديث دينت مع العمدة في مكتبه حين يرتطم منتحل باتمان المشنوق بالنافذة، وعندما يكون الجوكر في الحفلة فيأتي باتمان وترمى رايتشل من المبنى، وتلعب النهاية حين يقبل بروس رايتشل في شقته.الأغنية معنونة من قول لباتمان قبل أن يقاتل الجوكر ورجاله في حفلة جمع التبرعات. |
| 6     | "الحظ"                          | 3:34  | تلعب الأغنية خلال أعقاب محاولة الجوكر قتل العمدة، وحين يدعي هارفي أنه باتمان، وعندما يعطي لرايتشل العملة. الأغنية معنونة من قول هارفي حين يواجهه باتمان "والأخلاقية الوحيدة في عالم وحشي هي الحظ".                                                                                   |
| 7     | "أنت تكمّلني"                    | 4:51  | تلعب الأغنية خلال الاستجواب بين باتمان والجوكر، وحين يري هافي لغوردون الجانب المحروق من وجهه، وعندما يقتل الجوكر الشيشاني، وحين يندفع الباتبود من التامبلر. الأغنية معنونة من قول للجوكر في مشهد الاستجواب.                                                                          |
| 8     | "العبّارات"                      | 9:57  | تلعب الأغنية عندما يضع الجوكر تهديدا بالقتل على السيد ريز، وفي مشهد الجوكر وهارفي في المستشفى، وفي مشهد الحانة بذا الوجهين وويرتز، وحين يهدد الجوكر العبارات، وعندما يستجوب ذو الوجهين راميرز.                                                                                       |
| 9     | "نحن ترفيه الليلة"              | 5:38  | تلعب الأغنية عند ذروة مشهد العبارات، حين يرمي باتمان بالجوكر خارج المبنى ويقول له هذا الأخير أنه أفسد هارفي. الأغنية معنونة من قول للجوكر عندما يحطم حفلة جمع التبرعات. |
| 10    | "وصي يقظ"                       | 6:45  | تلعب الأغنية بدءا من الجزء الذي يدفع فيه باتمان ذا الوجهين حتى الشارة. الأغنية معنونة من دمج "حارس يقظ" و"وصي صامت" في حديث غوردون الفردي المذكور في "فارس ظلام". |
| 11    | "لم الجدية؟"                    | 5:30  | مكس ذا كريستال ميثود |
| 12    | "اختيار رديء للكلمات"           | 6:15  | مكس بول فان ديك. الأغنية معنونة من قول الجوكر "اختيار رديء للكلمات"، حين يترك رايتشل تسقط. |
| 13    | "البارود والبنزين"              | 4:34  | مكس ميل ويسون. الأغنية معنونة من المشهد الذي يواجه فيه الجوكر الشيشاني ويشعل النار في مال العصابة وفي لاو، قائلا "أستمتع بالديناميت والبارود والبنزين!". |
| 14    | "قبلة روري الأولى"              | 6:04  | مكس رايلاند آليسون. الأغنية معنونة من عنوان عمل زائف لـفارس الظلام. |

## روابط خارجية
- فارس الظلام على موقع أول موفي (الإنجليزية)